# اتحاد الصناعات الألمانية
اتحاد الصناعات الألمانية (بالألمانية: Bundesverband der Deutschen Industrie) ويعرف اختصاراً (بالألمانية: BDI) يمثل المظلة التي تشمل الاتحادات المختلفة للصناعة الألمانية.
ويعتبر الغرض الأساسي من إنشائه هو تبنى قضايا ومصالح أعضائه في كافة الموضوعات التي تعنيهم على المستوى المحلى أو العالمي. حيث يقوم ال BDI بتمثيلهم أمام الحكومة الألمانية والهيئات التشريعية وغيرها من المؤسسات المحلية والدولية.

## مواضيع متعلقة
- مكتب مبادرات الصناعة الألمانية في دول شمال أفريقيا والشرق الأوسط

## وصلات خارجية
- الموقع الرسمي